# 馬達加斯加政治史
馬達加斯加的政治獨立為1958年，但是叛亂事件頻傳。時至今日，馬達加斯加仍正在發生不少政變。目前施行半總統制，但由於2009年首都爆發軍事叛變，因此目前的臨時過渡總統為安德里·拉喬利納。

## 殖民時期的政治

### 梅里納王國時期
在16世紀末期，當地居民梅里納人（Merina）在馬達加斯加中部建立了「梅里納王國」，實施皇權政策，並一直將領土擴張，到19世紀中葉才統治整個馬達加斯加島，並將王國名稱改為「馬達加斯加王國」。
1817年，伊麥利那統治者與毛里求斯的英國統治者達成協議廢除奴隸交易，這成為馬達加斯加經濟史中的重大事件之一。梅里納皇室接納了英國軍隊和經濟援助。英國人的影響在馬達加斯加的幾個地區非常大，梅里納皇室也因此改變信仰，開始信奉長老教會、會眾制（Congregationalism）以及英國國教會制度等。
1885年，英國人被迫接受法國人對馬達加斯加的殖民統治。作為回報，英國人最終控制了桑給巴爾。1895年至1896年，法國軍隊用強大武力來完全統治馬達加斯加地區和廢除了梅里納君主制。

### 二次世界大戰期間
在二次世界大戰期間，馬達加斯加殖民者的政治目的多數是以培養軍隊、補充軍力為主。在當時主要殖民者法國被納粹德軍佔領後，維希法國（Régime de Vichy）接管馬達加斯加。
1942年，變成了英國軍隊佔領了這座可稱為要塞的島嶼。1943年，自由法國再一次從英國手中接管了馬達加斯加。

## 政治獨立
在1947年，也就是二次世界大戰結束不久，法國對於馬達加斯加的統治勢力日益縮減，在加上當地不少人權運動人士的行動下，法國終於在1956年漸漸「局部」開放馬達加斯加的自治範圍。
1958年10月14日，在法蘭西共同體（Communauté française）的勢力範圍下成立「馬拉加西自治共和國」。隔年自治政府宣布最初的國家憲法誕生。
1960年6月26日，馬達加斯加獨立。

### 首次選舉
马达加斯加第一任总统为社会民主党（Social Democratic Party）的菲利贝尔·齐拉纳纳（Philibert Tsiranana），他于1972年3月再次当选。但是，仅仅两个月之后，面对强大的反政府示威行动，他不得不辞去总统职务。由于局势持续动荡，齐拉纳纳的继任者加布里埃尔·拉马南楚阿（Gabriel Ramanantsoa）于1975年2月5日辞职，将实际权力交给了六天后即被刺身亡的里夏尔·拉齐曼德拉瓦（Richard Ratsimandrava）。随后，一个临时的军事委员会接管局势，直至1975年迪迪埃·拉齐拉卡（Didier Ratsiraka）组成了新的政府。

## 政變
在随后拉齐拉卡统治的16年里，马达加斯加在1975年宪法的基础上建立起了一个高度中央集权的国家，并不断的试图建立革命性的社会主义制度。在这段期间，实行了私营企业国有化、经济中央集权化和教育系统削弱经济等战略，给今天的马达加斯加留下了高度集中的经济和大量的文盲。1982年和1989年的总统选举让拉齐拉卡又获得了第二和第三个七年的总统任期。在这段期间的大部分时间里，只有有限的和受约束的反对者存在，并且在没有总统的允许下，媒体不得发表直接的批评言论。
从1980年代末开始社會对宽松的政治表达氛围產生了追求，使拉齐拉卡政权受到了巨大的压力，要求进行根本性改革。为了改变不断恶化的经济状况，拉齐拉卡放松了社会主义经济方针并开始进行自由经济和私有化的改革。这些经济改革连同1989年取消的新闻检查制度和1990年大量政党的出现，都无法安抚不断增长的反对派运动例如Hery Velona。一些已经存在的政党及其领导人，包括阿尔贝·扎菲（Albert Zafy）和拉库图尼艾纳·马南达菲，稳定了这些在塔那那利佛及其周边地区特别严重的示威运动。
为了回应大量的和平示威游行并平息全面罢工，拉齐拉卡在1991年8月更换了他的总理。但是，当他的军队在Iavoloha附近的总统官邸向和平示威游行队伍开火并导致超过30人遇难之后，局势变得一发不可收拾。
在地位不断被削弱的情况下，拉齐拉卡同意就组成一个临时过渡政府而举行谈判。1991年10月31日召开的“Panorama Convention”使得拉齐拉纳几乎被削夺了所有的权力，并建立了一个临时政府，用18个月的时间过渡到一个新的宪法政府。當時，高等法院被保留下来作为整个过程的最终仲裁者。
1992年3月，一个由具有广泛代表性的国家论坛（National Forum）起草了一部新的宪法。
2009年3月17日，馬達加斯加再次发生政變，总统马克·拉瓦卢马纳纳宣布解散政府，并逃亡。